# 戈爾德克雷斯特角
戈爾德克雷斯特角（英語：Goldcrest Point）是南極洲的海岬，位於南喬治亞群島，處於伯德島西北端，在1963年由英國南極名稱諮詢委員會命名，由英國海外領土管轄。